# هرولة

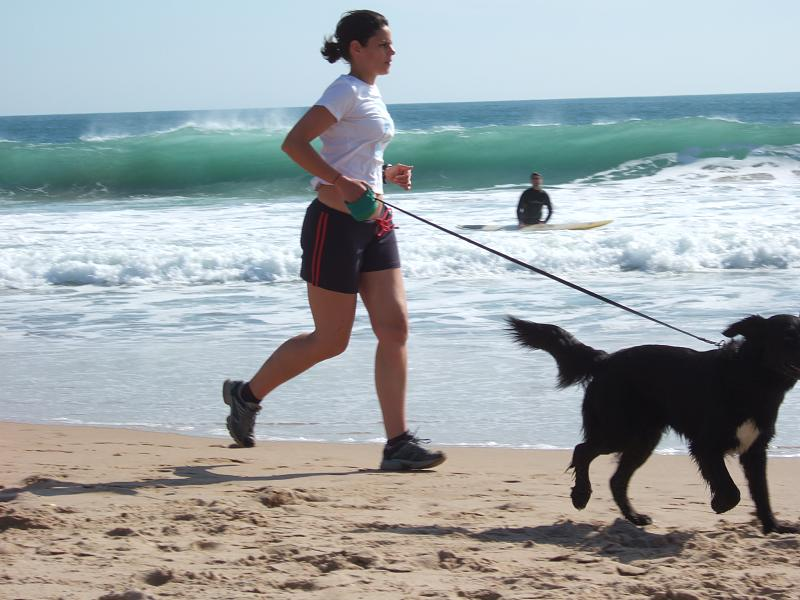
امرأة تهرول مع كلب

الهرولة أحد أشكال الركض أو الجري بسرعة بطيئة أو متمهّلة. والغرض الرئيسي منه هو رفع مستوى اللياقة البدنية مع تقليل الضغط على الجسم بشكل أكبر من الجري بسرعة.

## التعريف
إن تعريف الهرولة مقارنة بالجري ليس تعريفًا قياسيًا. إذ يصف أحد التعريفات الهرولة على أنه الجري بسرعةٍ أبطأ من 6 ميل في الساعة (10 كم/س).

## التمرينات الرياضية

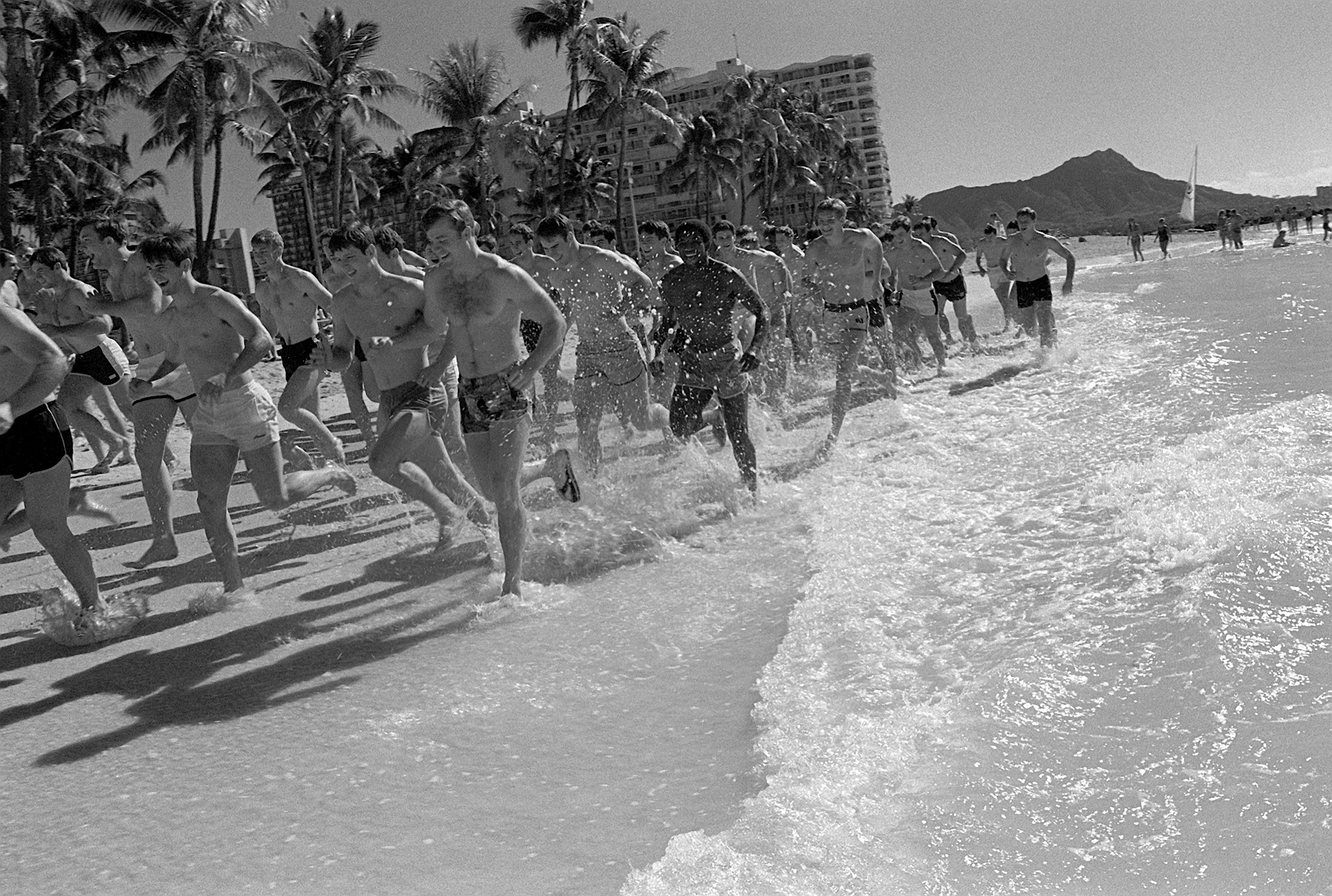
أعضاء من فريق كرة القدم الأمريكية في أكاديمية القوات الجوية الأمريكية يهرولون على شاطئ ويكيكي بولاية هاواي.

يمكن أن يُستخدم الهرولة أيضًا كنوع من الإحماء أو تهدئة الأعصاب للعدّائين، وذلك قبل أو بعد التمرين أو السباق. وغالبًا ما يستخدمه العداؤون، في المواقف الحرجة، كوسيلة لاستعادة النشاط أثناء التدريب الفتري. كما أن العدّاء الذي قد أنهى للتو سباق التتابع 400 متر سريع في أقل من 5 دقائق للميل قد تقل سرعته إلى 8 دقائق للميل كي يأخذ دورة لاستعادة النشاط.

## الفوائد
وفقًا لإحدى الدراسات التي أجرتها مدرسة الطب بجامعة ستانفورد، يعتبر الهرولة رياضة فعالة في زيادة عمر الإنسان وتقليل آثار الشيخوخة، بالإضافة إلى الفوائد التي تعود على الجهاز القلبي الوعائي. كما أن الهرولة يعتبر رياضة مفيدة في مكافحة السمنة والمحافظة على الصحة.

## قائمة المصادر العامة
- جيم فيكس. The Complete Book of Running (Hardcover), Random House; 1st edition, 12 September 1977. ISBN 0-394-41159-5
- Fixx, James. Jim Fixx's Second Book of Running (Hardcover), Random House; 1st edition, 12 March 1980. ISBN 0-394-50898-X
- Bowerman, William J.; Harris, W.E.; Shea, James M. Jogging, New York, Grosset & Dunlap, 1967. LCCN 67016154